# Thomas Alexander Harris
Thomas Alexander Harris (* 1826; † 9. April 1895 in Pewee Valley, Oldham County, Kentucky) war ein prominenter konföderierter Politiker.
Harris diente in der United States Army während des Mexikanisch-Amerikanischen Kriegs. Nach der Sezession seines Heimatstaates Missouri 1861 vertrat er diesen zuerst im Provisorischen Konföderiertenkongress und dann später im 1. Konföderiertenkongress.
Harris starb 1895 in Pewee Valley und wurde anschließend auf dem Cave Hill Cemetery in Louisville, Kentucky beigesetzt.